# Rafael Iriondo
Rafael Iriondo (24 octobre 1918 à Guernica, Espagne - 24 février 2016 à Bilbao) est un footballeur espagnol, qui évoluait au poste d'attaquant à l'Athlétic de Tétouan, à l'Athletic Bilbao, à Barakaldo et à la Real Sociedad ainsi qu'en équipe d'Espagne. Il se reconvertit par la suite en tant entraîneur.
Rafael Iriondo marque un but lors de ses deux sélections avec l'équipe d'Espagne entre 1946 et 1947.

## Carrière de joueur

### Clubs
- 1939-1940 : Atlético Tetuán
- 1940-1953 : Athletic Bilbao
- 1953 : Barakaldo
- 1953-1955 : Real Sociedad

### Palmarès

#### En équipe nationale
- 2 sélections et 1 but avec l'équipe d'Espagne entre 1946 et 1947

#### Avec l'Athletic Bilbao
- Vainqueur du Championnat d'Espagne en 1943
- Vainqueur de la Coupe d'Espagne en 1943, 1944, 1945 et 1950
- Vainqueur de la Coupe Eva Duarte en 1950